# إليزابيث من سوابيا
إليزابيث دي سوابيا (مارس/مايو 1205- 5 نوفمبر 1235) التي أُعيد تسميتها في قشتالة بـ بياتريس، كانت أحد أعضاء عائلة هوهنشتاوفن العريقة، إذ هي أبنة فيليب دي سوابيا وإيرين أنجيلينا من القسطنطينية أبنة إسحاق الثاني أنجليوس إمبراطور البيزنطيين، وأيضا هي ملكة قشتالة وليون قرينة بزواجها من فرناندو القديس الثالث ملك قشتالة وليون، وكذلك هي والدة ألفونسو العاشر ملك قشتالة.

## الحياة
بعد مقتل والدها في 21 يونيو 1208، ووفاة والدتها بعد مضاعفات الولادة بعد شهرين في 27 أغسطس، وضعت إليزابيث وهي وأخواتها تحت وصاية أبن عمها فريدريك، ملك صقلية (لاحقا إمبراطور روماني مقدس) الذي رتب لها الزواج لاحقا من فرناندو الثالث ملك قشتالة.
رتبت حفل الزواج في 30 نوفمبر 1219 في برغش في قشتالة، أُعيد تسمية أسمها إلى بياتريس وعلى الأرجح سميت بذلك تكريماً لشقيقتها الكبرى التي كانت إمبراطورة الرومانية المقدسة لفترة قصيرة في 1212.
وفي 1230 بعد وفاة والد زوجها ألفونسو التاسع ملك ليون، أصبحت ملكة لتلك البلد، بحيث توحدت في أطار عرف تاريخياً بـ تاج قشتالة.
أنجبت إليزابيث لـ فرناندو عشرة أبناء:-
1. الملك ألفونسو العاشر ملك قشتالة وليون (يُعرف بـ الحكيم) (طليطلة، 23 نوفمبر 1221 - إشبيلية، 4 أبريل 1284).[3]
2. فارديكي (غوادالاخارا، بيف 15 سبتمبر 1223 - أعدم في برغش، 1277).[4]
3. فرناندو (كوينكا، 27 مارس 1225 - بالقرب من إشبيلية، 23 نوفمبر 1248).
4. ليونور (1226 - توفيت شابة).
5. برينغيلا ( 1228 - لاس هيلغاس، 1279)، كانت راهبة في دير سانتا ماريا لا ريال في لاس هيلغاس منذ سبتمبر 1243.
6. إنريكي ( 10 مارس 1230 - روا، 8 أغسطس 1303).[4]
7. فيليبي ( 5 ديسمبر 1231 - 28 نوفمبر 1274).[4]
8. سانشو ( 1233 - طليطلة، 27 أكتوبر 1261)، رئيس أساقفة طليطلة من 1251-1261.[4]
9. مانويل (أو خوان مانويل) (كاريون دي لوس كوند 1234 - بيينافيل 25 ديسمبر 1283)، هو والد الأديب الشهير خوان مانويل، أمير بليانة.[4]
10. ماريا (ولدت أو توفيت قبل 5 نوفمبر 1235).[5]

توفيت الملكة بياتريس في تورو في 5 نوفمبر 1235 بعمر 30 عاما، كان من المحتمل أن تكون وفاتها مرتبطة بـ ولادة أخر أبنها، أو أنها حتى توفيت بعد الولادة، على آية حال دفنت الملكة في الدير الملكي هيلغاس دي برغش، بجانب الملك إنريكي الأول، وفي وقت لاحق نقل ابنها ألفونسو العاشر جثمانها إلى كاتدرائية إشبيلية في 1279، حيث دفنت بجانب زوجها.